# 孙孝菊
孙孝菊（1931年5月—），辽宁盖县人，中华人民共和国政治人物。铁道部劳动模范。第一、二、三届全国人大代表。全国妇联第二、第三届执行委员。

## 生平
1948年9月参加工作，在齐齐哈尔火车站做广播员、检票员、连接员、车号员、运转车长等工种。1951年4月到齐齐哈尔铁路分局调度所学习行车调度，5月任齐北铁路调度员，指挥行车。新中国第一位女火车调度员。发明“孙孝菊调度法”。1952年4月当选第二届全国妇联执行委员。1952年5月1日《人民日报》第二版发表《她为什么能学好苏联经验——访问新中国第一个女调度员孙孝菊》，详细介绍了孙孝菊的事迹。1952年9月出席全国铁路劳模代表大会。1953年出席在丹麦哥本哈根召开的第三次国际民主妇女联合会大会。1953年10月份选调沈阳的东北工学院附设工农速成中学（学制三年）。1954年，当选第一届全国人民代表大会代表。1954年9月到北京铁道学院附属中学学习。1957年7月调沈阳铁路局任大连铁路分局人民监察室监察员、大连站站长助理、沈阳站客运主任。1958年5月任沈阳站副站长。沈阳铁路局总工会保险生活部部长、沈阳铁路局生活处处长。1986年3月离休。 